# Bemetara
Bemetara est une ville indienne située dans le district de Bemetara dans l’État du Chhattisgarh. En 2011, sa population était de 28 536 habitants.